# Hanuman
Hanuman (tiếng Phạn: हनुमान्/Hanumān) là một nhân vật dạng khỉ trong thần thoại Hindu được kể lại trong sử thi Ramayana. Trong sử thi của Ấn Độ, Hanuman đã giúp đỡ cho người anh hùng Rama trong cuộc chiến chống lại vua quỷ Ravana. Hanuman được biết đến trong nhiều thứ tiếng khác như tiếng Miến Điện: ဟာနုမန်, phát âm [hànṵmàɴ], tiếng Khmer: ហានុមាន tiếng Indonesia: Hanoman, tiếng Java: Anoman, tiếng Thái: หนุมาน, tiếng Lào: Hunlaman, tiếng Mã Lai: Andoman,  tiếng Tamil: அனுமன்)

## Khởi nguồn
Thần khỉ Hanuman là nhân vật trung tâm trong hai bộ sử thi vĩ đại và lừng danh của Ấn Độ là Ramayana và Mahabharata. Hanuman thường được coi là con trai của thần gió Vayu.

### Ở Ấn Độ
Các đền thờ khắp nước Ấn Độ đều có hình ảnh Hanuman, vị thần khỉ nổi tiếng với vũ khí là quả chùy (gada), biểu tượng của lòng dũng cảm. Thần rất sùng bái người bạn của mình là Rama (vị vua anh hùng được kể trong sử thi Ramayana), và cũng được Rama thương yêu nhất, nên có khi người ta vẽ Hanuman với hình Rama xăm trên ngực. Rama được coi là hóa thân của Vishnu, là Đấng bảo tồn trong quan niệm Trimurti của Ấn giáo. Trong cuộc chiến đấu giữa vua Rama anh hùng và quỷ Ravana, thì Hanuman là người phụng sự vua đắc lực nhất, trung thành với vua nhất.
Thần thoại Ấn Độ qua mấy ngàn năm không ngừng truyền tụng các kỳ tích của Hanuman, để rồi Hanuman sớm trở thành một hình ảnh quen thuộc, phổ biến của mỹ thuật Ấn giáo. Tất cả những điều ấy đã hàng bao thế kỷ củng cố đức tin của người Ấn Độ rằng sùng kính thờ phụng Hanuman thì chắc chắn sẽ được Hanuman phù hộ khỏi tà ma quấy phá. Ngày thứ ba hàng tuần là ngày vía của Hanuman, và hàng triệu tín đồ Ấn giáo đều dâng lễ cầu nguyện thần khỉ phù hộ cho họ được khỏe mạnh, sung túc.